# Andrena inconstans
Andrena inconstans là một loài Hymenoptera trong họ Andrenidae. Loài này được Morawitz mô tả khoa học năm 1877.